# Monopólium
A monopólium olyan eladót jelent egy piacon, amelynek nincsen versenytársa. A kifejezés a görög „monosz” (egyetlen) és „pólus” (csúcs, sarok) szavak összetételéből származik. A monopólium fogalmát egy adott termék és egy földrajzi értelemben vett hely szempontjából releváns piacon lehet értelmezni. A természetes monopólium esetén az egyetlen eladóval nem éri meg versenyezni (annyival jobb a technológiája, vagy az adott terméket legolcsóbban egy helyről, nagy mennyiségben lehet kínálni). A mesterséges monopólium esetében az egyetlen eladót nem a kiváló technológia vagy az alacsony költségszintje, hanem valamilyen jogi-intézményi védelem óvja a versenytársaktól. Az állam monopóliuma olyan közszolgáltatásokra terjed ki, amelyeket a társadalom nem kíván piaci alapokra helyezni. Ezek közül a honvédelem és jogalkotás inkább természetes monopóliumként, az igazságszolgáltatás pedig (részleges) mesterséges monopóliumként írható le.
Egyértelmű, hogy a piacot uraló egyetlen vállalat – a monopolista – viselkedése különbözik egy versenyzői piac vállalatainak magatartásától. A monopolista megteheti, hogy az általa kínált javak paramétereit – árát, minőségét stb. – szabadon válassza meg, bár a javak kereslete számára is erős korlátot állít.
Általában véve azt kell mondanunk, hogy a monopólium nem tudja biztosítani a javak olyan hatékony elosztását, mint a versenyzői piac. Éppen ezért a közgazdászok csak akkor tartják szerencsésnek a monopóliumot, ha az adott piacon semmiképpen nem lehet a versenyt biztosítani.

## A monopólium különös esetei
Egyetlen vásárló esetén gyakran keresleti monopóliumról vagy monopszóniumról, egyetlen eladónál pedig kínálati monopóliumról vagy egyszerűen csak monopóliumról beszélünk. Ha egy piacon mind vevőből, mind eladóból csak egy van, akkor a monopólium kétoldalú. A szócikk további megállapításai a kínálati monopóliumra vonatkoznak.
Ha egy jószág piacán monopólium van, de a jószágnak ismert egy vagy több közeli helyettesítője, amelyeknek a piacai szintén monopolisztikusak, akkor monopolisztikus versenyről beszélhetünk. Valódi monopólium csak olyan jószág piacán alakulhat ki, amelynek nincs közeli helyettesítője.

## Monopólium kialakulásának okai
Monopólium több okból is kialakulhat egy piacon, például:
- ha két vállalat már nem tudna nyereségesen működni – ez a természetes monopólium esete;
- ha a piacra való belépésnek erős korlátjai vannak (például magas fix költségek);
- ha a monopolista kizárólagos joggal rendelkezik valamilyen erőforrás felett;
- ha az adott piacon a monopólium állami vagy társadalmi érdek (például honvédelem, pénzkibocsátás);
- ha a monopolista hagyományosan uralja a piacot, és megakadályozza mások belépését.

## A monopólium mikroökonómiai modellje

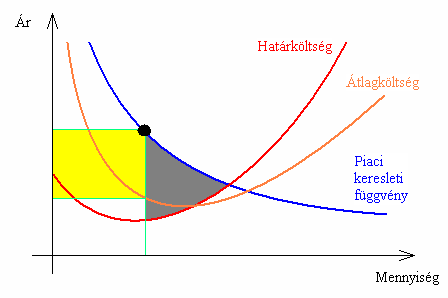
A monopolhelyzetben lévő vállalat kínálati döntésének mikroökonómiai modellje. A monopolista által választott ár-mennyiség kombinációt a fekete kör jelzi. A sárga téglalap a monopolista profitja, a szürke terület pedig a monopólium holtteher-vesztesége

Ahhoz, hogy egy monopolhelyzetben lévő vállalat kínálati döntését egyszerű mikroökonómiai eszközökkel modellezni tudjuk, fel kell tennünk, hogy:
- az eladni szándékozott javak homogének, vagyis senki sem tudja őket minőségük szempontjából megkülönböztetni;
- a monopolista ismeri az általa kínált jószág keresleti görbéjét;
- a monopolista célja profitjának maximalizálása;
- a profitnak a kibocsátott mennyiség szerinti függvénye minden pontjában differenciálható.

Egyelőre azt is feltesszük, hogy a monopolista csak egyetlen árat állapíthat meg (ezt p-vel jelöljük).
A profitot ({\displaystyle \pi \,}) a kibocsátás függvényében így írhatjuk fel:
R(y) az összes bevételt, C(y) pedig az összes költséget szimbolizálja, szintén a kibocsátás függvényében.
Ha a profit maximális, {\displaystyle \pi (y)\,} deriváltja 0-val lesz egyenlő:
MR a határbevétel, MC pedig a határköltség jele. A fenti egyenletből következik, hogy a profitmaximalizáló kibocsátás mellett
A monopolista tehát olyan kibocsátási szintet fog magának meghatározni, amely mellett egy pótlólagos jószágegység termelésének költsége (a határköltség) egyenlő az abból származó bevétellel (a határbevétellel).
A határköltség és a kereslet árrugalmassága között teremt kapcsolatot az alábbi összefüggés:
Az előző két egyenletből pedig következik, hogy
Mivel az egyenletben szereplő három függvényt a monopolista ismeri (P(y) a keresleti függvény inverze), az egyenlet megoldása a profitját maximalizáló kibocsátás lesz. A profitmaximalizáló ár az inverz keresleti függvénybe való visszahelyettesítéssel adódik.

## A monopóliumból eredő hatékonyságveszteség
A monopolista kínálati döntését szemléltető ábrán is látszik, hogy közönséges jószág, vagyis negatív meredekségű keresleti függvény esetén a monopolista mindig a függvénynek a határköltséggörbétől balra eső szakaszáról választ magának ár-kibocsátás kombinációt (méghozzá azt a kombinációt, amely mellett a profitja maximális). Azt is tudjuk, hogy versenyzői piac esetén az egyensúlyi kombináció a keresleti függvény és a határköltséggörbe metszéspontjában lesz. Megállapítható tehát, hogy monopólium esetén
- az ár nagyobb,
- a kibocsátott mennyiség pedig kisebb, mint ha a piacon tökéletes verseny lenne.

Annak, hogy az ár magasabb, az lesz a következménye, hogy a monopolista hosszú távon is profitot tehet zsebre, ellentétben a versenyzői piacok vállalataival. Végső soron azonban ez „csak” azzal jár, hogy pénz csoportosul át a vevőktől a monopolistához, amit megfelelő eszközökkel – például adók révén – az állam akár vissza is juttathat.
Nagyobb a gond a kibocsátással, ami monopólium esetén kisebb lesz, mint versenyzői piacon. A „hiányzó” jószágmennyiség megtermelése ugyanis társadalmi szempontból haszonnal járna, mert a vevők rezervációs ára – az a maximális összeg, amit még megfizetnének ezért a jószágmennyiségért – nagyobb, mint az előállítás költsége. (Hiszen a rezervációs árak görbéje, a keresleti görbe a határköltséggörbe fölött helyezkedik el.) Úgy is mondhatjuk, hogy a monopólium a javak előállításának és elosztásának nem Pareto-hatékony formája. Azt a pénzben kifejezett veszteséget, amit ez a kimaradó jószágmennyiség eredményez, a monopólium holtteher-veszteségének nevezzük.

## A monopolista profitnövelési technikái
A következőkben olyan technikákat veszünk szemügyre, amelyeket a monopolhelyzetben lévő vállalat, a piac speciális jellemzőit kihasználva, profitjának növelésére „vethet be”. Ezek a technikák többnyire társadalmi szempontból is hasznosak, ugyanis a monopólium kibocsátását közelebb viszik a Pareto-hatékony kibocsátási szinthez.

### Árdiszkrimináció
A monopolista kínálati döntésének levezetésekor feltettük, hogy az általa eladni szándékozott jószágnak csak egyetlen árat állapíthat meg. A gyakorlatban azonban sok esetben nincs így: a monopolista megteheti, hogy a jószágot a vevői számára különböző árakon kínálja. Ezt a jelenséget hívjuk árdiszkriminációnak.

### Árukapcsolás
Az árukapcsolás (angol bundling) lényege, hogy egy vállalat az általa előállított javakat kötegekben (bundle) árusítja. A fogyasztó egy olyan terméket, amelynek relatíve rugalmas a kínálata, csak egy olyannal összekapcsolva vehet meg, amellyel szemben a kereslet rugalmatlan. Így a rugalmas kínálattal (vagy kereslettel) rendelkező termék piacán sem alakulhat ki érdemi árverseny. A szoftvercsomagok tipikus példák az árukapcsolásra (ti. az irodai csomagokat egyben lehet megvásárolni, noha a legtöbb felhasználó csak szövegszerkesztőt szeretne vásárolni). Ezt a technikát sem csak monopolhelyzetben lévő vállalatok alkalmazzák.

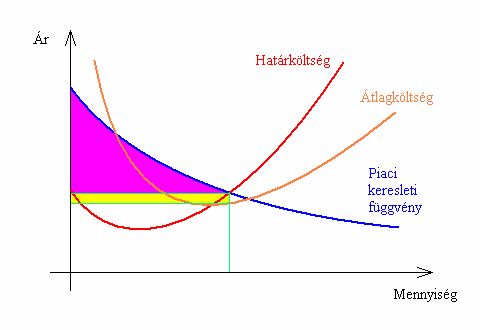
A kétrészes árképzés modellje. A sárga téglalap a monopolistának az egyes szolgáltatások árából származó, a lila terület pedig a mindenkitől egységesen beszedett díjból származó profitjával egyenlő

### Kétrészes árképzés
Bizonyos javak valamilyen külső körülmény miatt vagy természetüknél fogva együtt kerülnek eladásra, mint például a vidámparkok egyes szolgáltatásai. Ilyenkor felmerülhet az a kérdés, hogy az eladó a javak vásárlásáért külön-külön, vagy pedig együttesen kérjen ellenszolgáltatást, illetve ha mind a két alkalommal kér (tehát például a vidámpark bejáratánál és az egyes játékoknál is), akkor milyen arányban ossza meg a szolgáltatások árát.
Megállapítható, hogy a monopolista akkor tudja a legnagyobb profitot elérni, ha az egyes szolgáltatásokért a keresleti és a határköltséggörbe metszéspontjához tartozó (vagyis a versenyzői) árat kéri, „a bejáratnál” pedig azt a fogyasztói többletet, amit – a fogyasztói többlet definíciója szerint – a szolgáltatások vásárlói még hajlandóak pluszban megfizetni. A végeredmény megegyezik az elsőfokú árdiszkriminációéval: a monopolista a rezervációs árak összegéhez jutott hozzá.
Persze a monopolistának ismernie kell a fogyasztói többlet értékét ahhoz, hogy ezt a technikát sikeresen alkalmazhassa.

## Lásd még
- Monopszónia
- Oligopólium
- Természetes monopólium